# Bychowo (Gniewino)
Bychowo (deutsch Bychow) ist ein Dorf in der polnischen Woiwodschaft Pommern Verwaltungsbezirk Landgemeinde Gniewino (Gnewin) im Powiat Wejherowski (Neustädter Kreis).

## Geographische Lage
Die Ortschaft  liegt an der Grenze zwischen Hinterpommern und der historischen Region Westpreußen, etwa 23 Kilometer nordöstlich von  Lauenburg in Pommern und zehn Kilometer südlich der Ostseeküste. Durch den Ort fließt der Bychow-Bach.

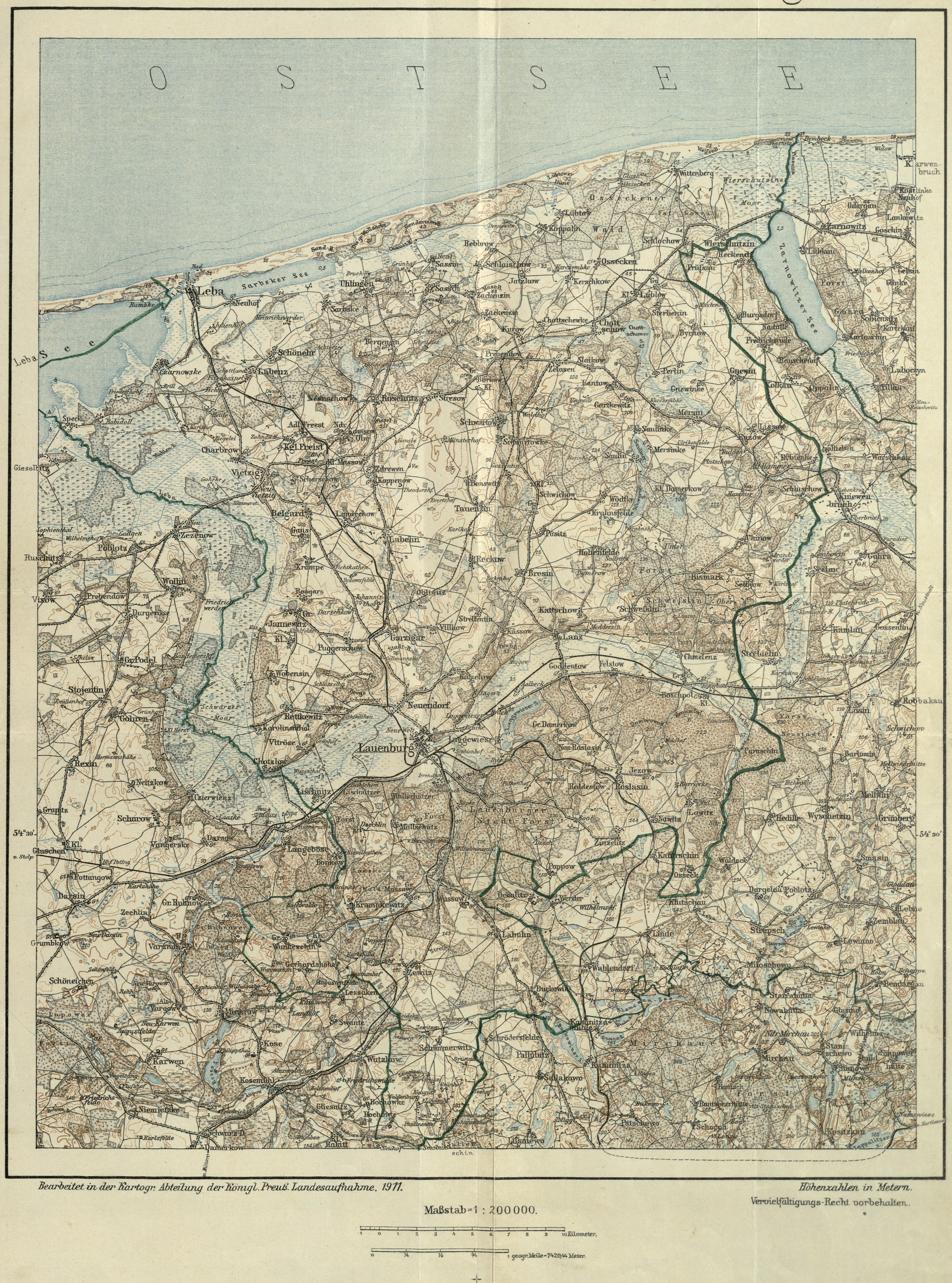
Bychow, ostsüdöstlich der Stadt Leba an der Ostsee, nordöstlich der Stadt Lauenburg in Pommern, westlich des Zarnowitzer Sees und nordwestlich des Dorfs Gnewin, auf einer Landkarte von 1911

## Geschichte

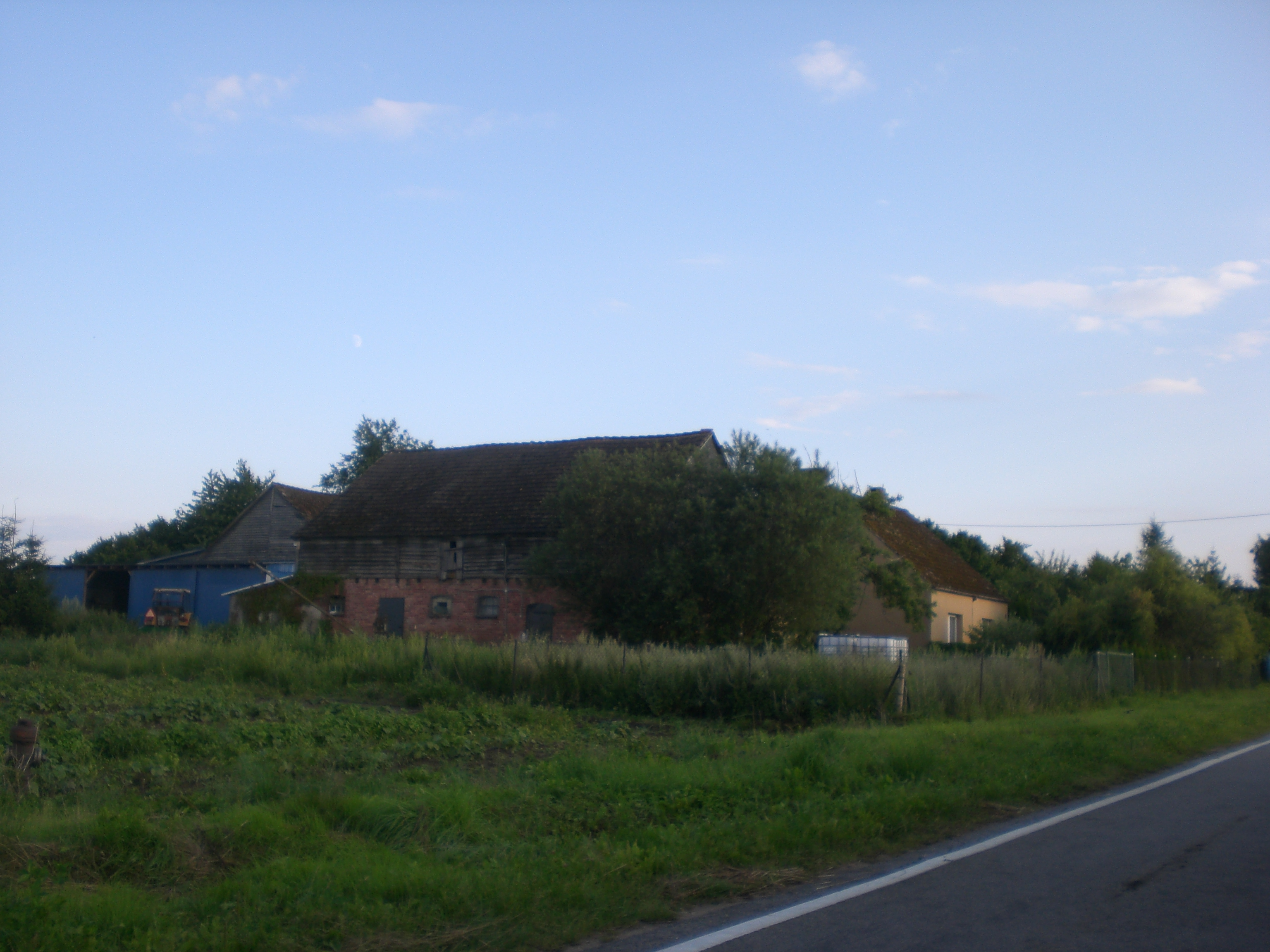
Gehöft an der Dorfstraße (2023)

Im Jahr 1609 befand sich Bichow im Besitz der Familie Bychow, die der preußischen  Ritterschaft angehörte, 1377 unter diesem Namen erwähnt wird und sich auch Bichau (1413), Büchow, Bichow und später Bychowski nannte; Johann v. Bichau war 1413 Ordenskomtur in Osterode, danach Ordenskomtur in Danzig gewesen.
Um 1784 war Bichow oder Bychow ein adliger Wohnsitz mit zwei Vorwerken, zwei Wassermühlen, vier Kossäten und elf Feuerstellen (Haushaltungen), das der preußische Major  Michael Gottlieb v. Lübtow  besaß. Im Jahr 1843 befand sich das Rittergut Bychow im Besitz eines Lieutenants Barz, der dort unter anderem eine Brennerei betrieb. Anschließend fanden mehrere Besitzerwechsel statt, um 1910 war der Justizrat Poppel in Grunewald bei Berlin  Besitzer des Ritterguts.
Am 1. April 1927 hatte das Gut Bychow eine Flächengröße von 747 Hektar, und am 16. Juni 1925 hatte der Gutsbezirk 190 Einwohner.
Am 1. Oktober 1930 wurden der Gutsbezirk Bychow und ein Teil des Gutsbezirks Friedrichsrode zur Landgemeinde Bychow zusammengeschlossen.
Anfang der 1930er Jahre hatte die Landgemeinde Bychow eine Flächengröße von 8,5 km². Innerhalb der Gemeindegrenzen standen insgesamt 14 bewohnte Wohnhäuser an zwei verschiedenen Wohnorten: Bychow
und Niedermühle. Mit Wirkung vom 1. Januar 1936 wurde die Gemeinde Burgsdorf aus dem Amtsbezirk Kolkau in die Gemeinde Bychow eingegliedert. Seither gab es in Bychow drei verschiedene Wohnorte:
1. Burgsdorf
2. Bychow
3. Niedermühle

Ehemaliges Gutshaus Bychow mit Park
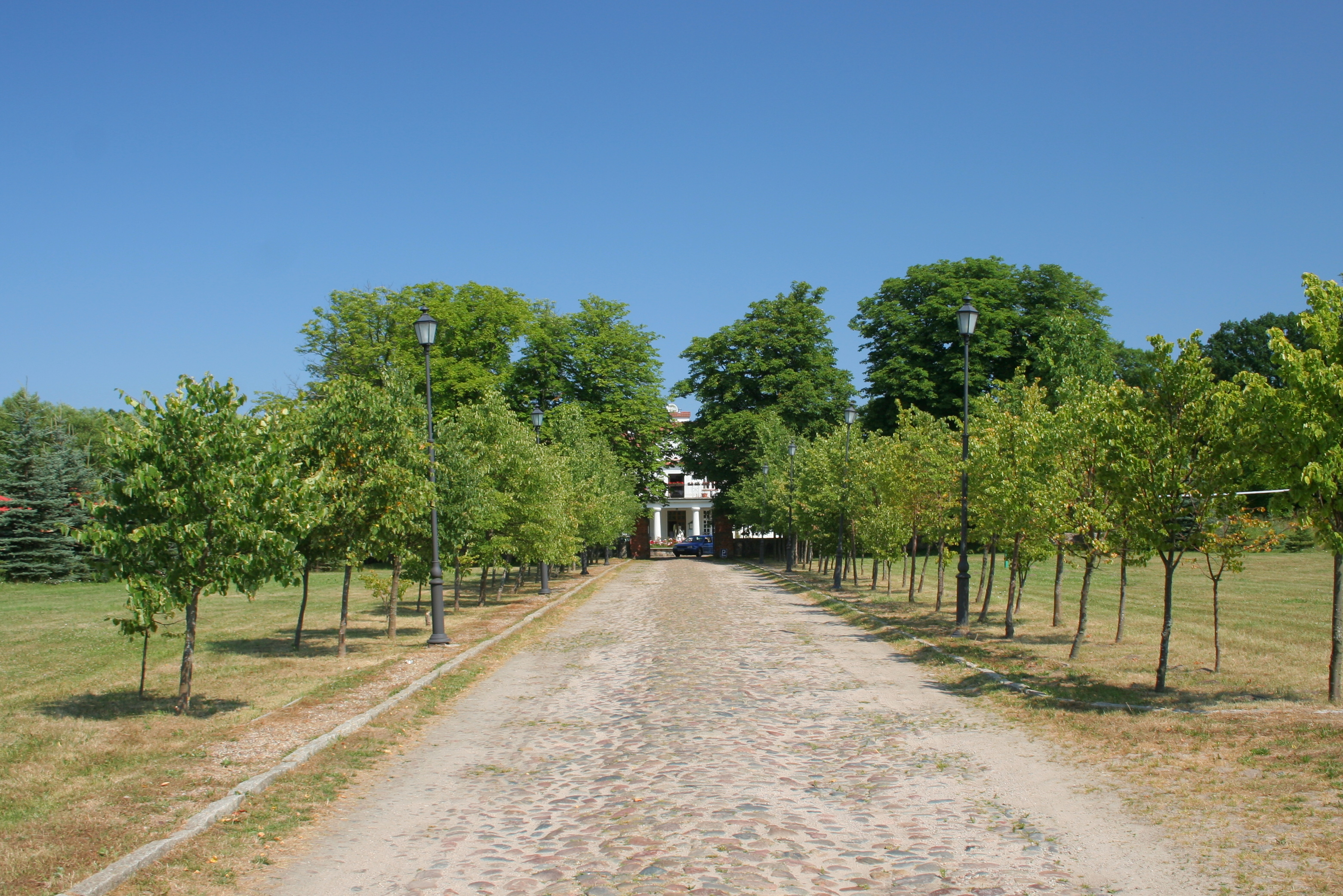
Zufahrtsweg (2010)
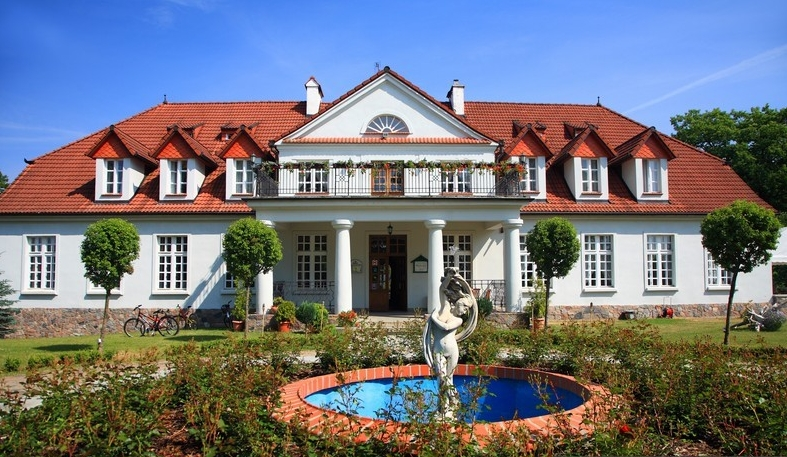
Wohngebäude (2008)
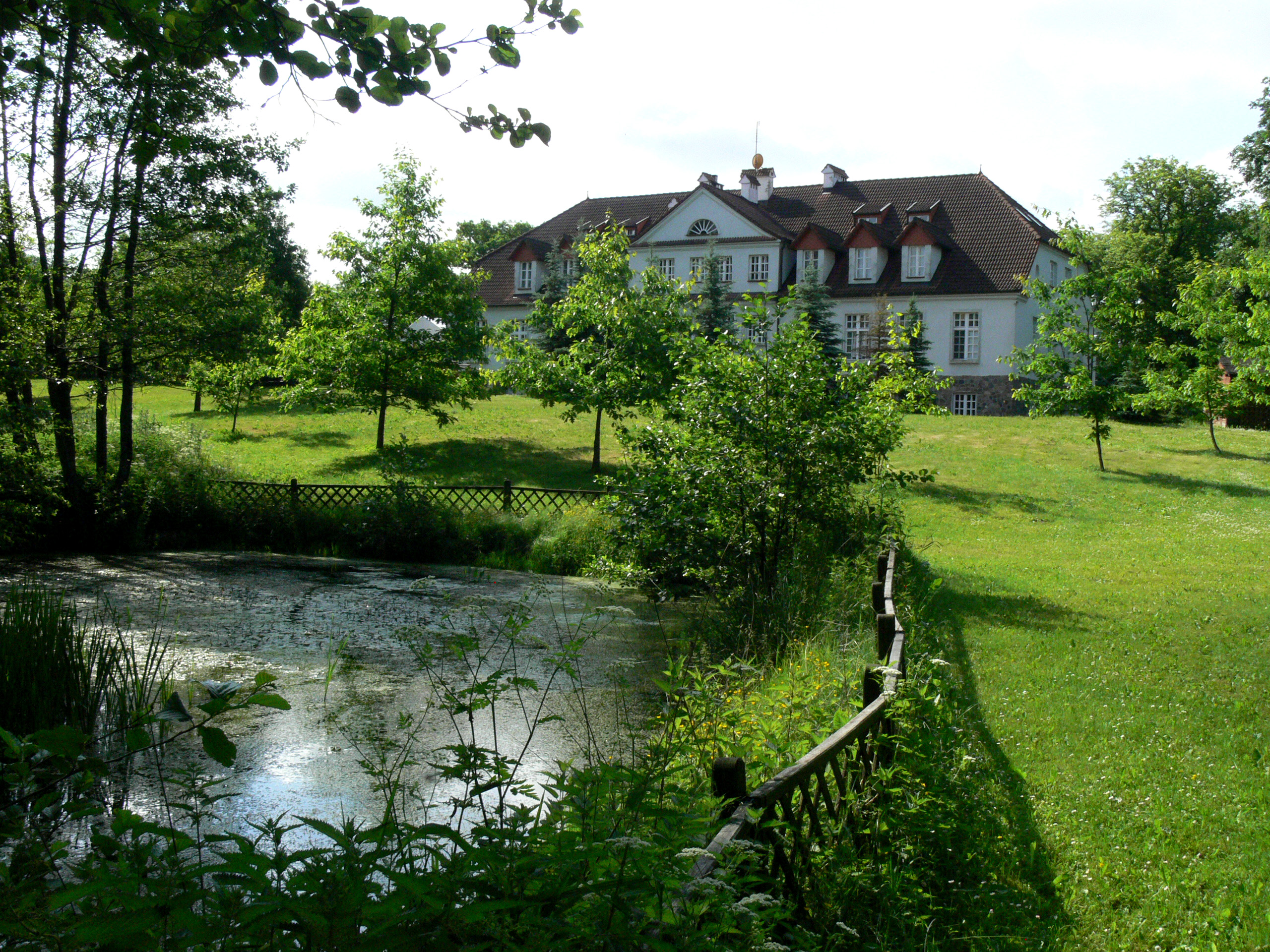
Biotop (2011)
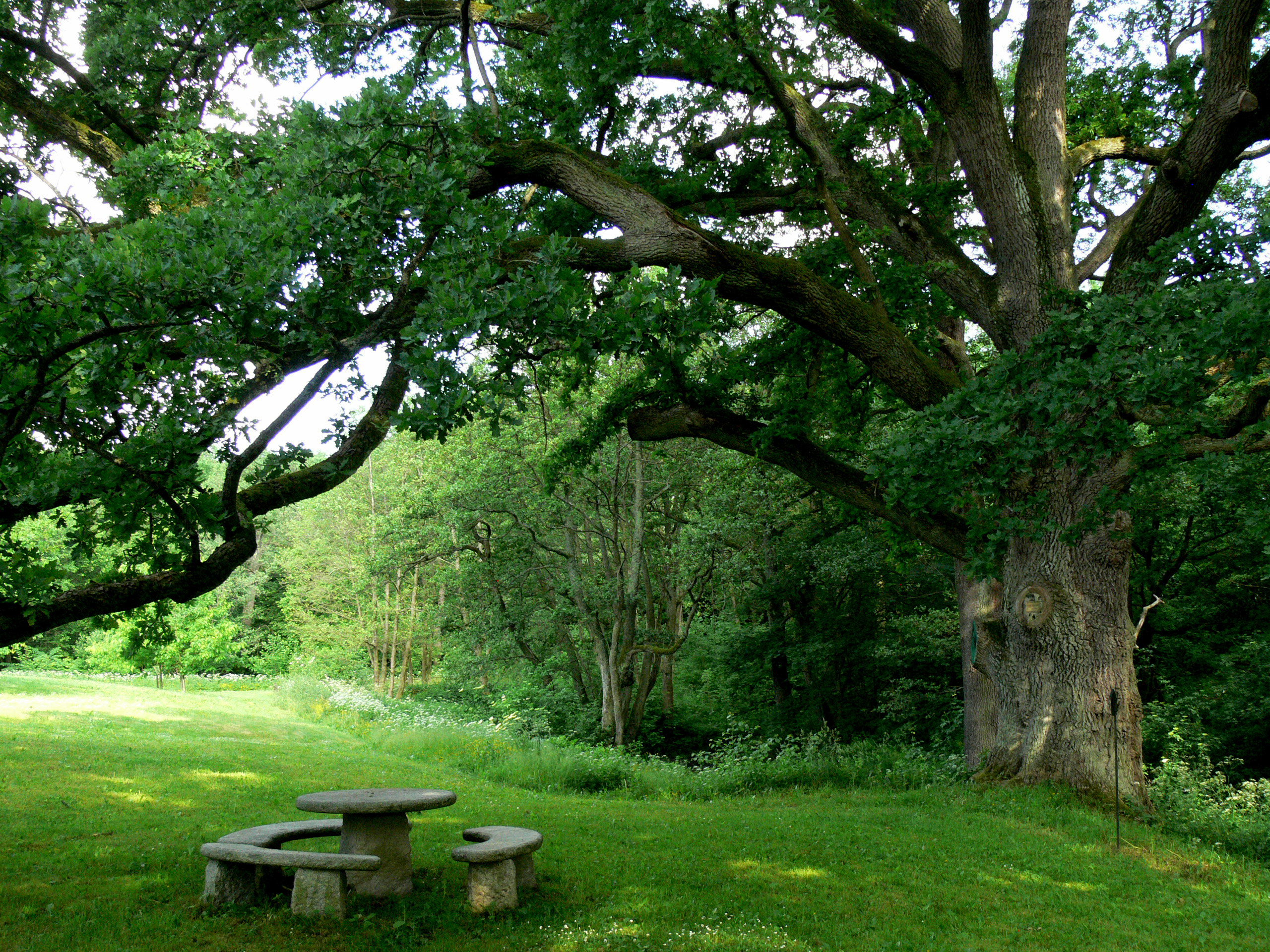
Alte deutsche Eiche (2011)

1945 gehörte Bychow zum Amtsbezirk Gnewin im Landkreis Lauenburg i. Pom., Regierungsbezirk Köslin, der preußischen Provinz Pommern des Deutschen Reichs.
Gegen Ende des Zweiten Weltkrieges wurde die Region im Frühjahr 1945 von der Roten Armee besetzt. Bald darauf wurde Bychow zusammen mit ganz Hinterpommern und Westpreußen unter polnische Verwaltung gestellt. Anschließend begann im Dorf die Zuwanderung polnischer Zivilisten, von denen die einheimischen Dorfbewohner aus ihren Häusern und Gehöften gedrängt wurden. Der Ortsname Bychow wurde zu Bychowo polonisiert. In der darauf folgenden Zeit wurden die einheimischen Dorfbewohner von der polnischen Administration aus Bychow  vertrieben.
Das heutige ‚Bychowo‘ ist eine Ortschaft im Verbund der Landgemeinde Gniewino im Powiat Wejherowski, bis 1998 der Woiwodschaft Gdańsk und seither der Woiwodschaft Pommern zugehörig.
Das ehemalige Gutshaus Bychow beherbergte im Jahr 2007 einen Gasthof.

### Demographie
| Jahr | Einwohner | Anmerkungen                                  |
| ---- | --------- | -------------------------------------------- |
| 1818 | 085       | [ 10 ]                                       |
| 1867 | 178       | 29 Familien, verteilt auf 13 Wohngebäude     |
| 1871 | 169       | davon 162 Evangelische und sieben Katholiken |
| 1905 | 176       | [ 12 ]                                       |
| 1925 | 190       | davon 182 Evangelische und acht Katholiken   |
| 1933 | 374       | [ 13 ]                                       |
| 1939 | 392       | [ 13 ]                                       |

## Kirche

### Kirchspiel bis 1945
Die vor 1945 hier lebenden Dorfbewohner gehörten mehrheitlich der evangelischen Konfession an. Die evangelischen Einwohner von Bychow gehörten zum evangelischen Kirchspiel in Gnewin.
Das katholische Kirchspiel war in Wierschutzin.

### Polnisches Kirchspiel seit 1945
Die seit 1945 und Vertreibung der einheimischen Dorfbewohner anwesende polnische Einwohnerschaft ist überwiegend katholisch.
Hier lebende evangelische Polen sind dem weit entfernten Pfarramt der Kreuzkirchengemeinde in Stolp in der Diözese Pommern-Großpolen der Evangelisch-Augsburgischen Kirche in Polen zugeordnet, deren nächstgelegene Predigtstätte in Lębork (Lauenburg in Pommern) ist.